# Miconia anisotricha
Miconia anisotricha là một loài thực vật có hoa trong họ Mua. Loài này được (Schltdl.) Triana mô tả khoa học đầu tiên năm 1871.